# Pokrzywka (dopływ Piaśnicy)
Pokrzywka – struga, prawostronny dopływ Piaśnicy.
Struga płynie w Poznaniu, na Nowym Mieście. Jej źródła znajdują się na Szczepankowie, w rejonie ulic Nad Pokrzywką i Wieprawskiej. Przepływa następnie przez północną część Szczepankowa i przez Pokrzywno, wzdłuż południowej strony torowisk stacji kolejowej Poznań Franowo. W rejonie ul. Pokrzywno zanika, włączona do kanalizacji miejskiej. Dawniej stanowiła w tym rejonie dopływ Piaśnicy.
Nad Pokrzywką znajduje się estakada Trasy Katowickiej, czyli ul. Bolesława Krzywoustego, a także ślimaki drogowe zjazdów w kierunku Krzesin i Szczepankowa oraz Spławia.